# Assassin’s Creed: Bloodlines
Assassin’s Creed: Bloodlines (с англ. — «Кредо ассасина: Родословные») — видеоигра в жанре action-adventure, выпущенная эксклюзивно на PlayStation Portable, является частью серии Assassin’s Creed, действие игры продолжает сюжетную линию Assassin’s Creed. Игра разработана Ubisoft Montreal совместно с Griptonite Games и выпущена Ubisoft 17 ноября 2009 года в США и 20 ноября 2009 года в Европе.

## Игровой процесс
В качестве главного героя игры выступает Альтаир — предок Дезмонда из старшей игры серии Assassin's Creed. В отличие от Altaïr’s Chronicles для Nintendo DS и iPhone OS, игровой процесс Bloodlines схож с механикой оригинального Assassin’s Creed, где игрок может свободно путешествовать по просторам игрового мира.
Управление в игре было адаптировано под возможности консоли. Из-за этого некоторые особенности Assassin’s Creed, например, Орлиное зрение, были удалены. По сравнению с компьютерной игрой, был понижен уровень ИИ неигровых персонажей, что облегчило борьбу с ними. Помимо этого, была добавлена возможность мгновенного убийства цели, если она упала.
Другим отличием игры стало практически полное отсутствие горожан на улице, чего не было в первой игре. Однако они будут реагировать на поведение Альтаира: его прыжки по зданиям и бег по улицам городов. По причине управления была упрощена система обмана стражи.
Кроме этого, были добавлены новые технологии убийства, а также возвратилось оружие из первой игры. Для улучшения производительности, анимация убийства была упрощена.
Действие игры разворачивается в двух городах: Лимасоле и Кирении. Их внешний вид весьма схож с городами первой игры, что усиливается и схожей атмосферой. Из-за небольшого сеттинга верховая езда была убрана. Как и раньше, Альтаир может осмотреть город с вершины высоких зданий.

## Сюжет
Первый блок памяти. Игра начинается с атаки Альтаира на тамплиерский порт Акры, откуда храмовники уплывают на запад. Там он встречает Марию Торпe, бывшую слугу Робера де Сабле. Она также желает отплыть на Кипр, но новый магистр ордена Арман Бушар отрицательно относится к этой идее, как и к самой Марии.
Альтаир нападает на Марию и побеждает её. Однако убийца сохраняет девушке жизнь, взяв в плен. В разговоре с ней он узнаёт о том, что храмовники желают возвратить захваченное им Яблоко Эдема. Получив информацию о том, что Ричард I продал Кипр тамплиерам, Альтаир решает отправиться на остров, чтобы узнать планы своих врагов.
Второй блок памяти. Ассасин вместе с Марией прибывает в Лимасол. В местном порту он встречает патруль. Раскрыв им свою сущность, Альтаир знакомится с представителем местного сопротивления — Александром. От него он получает данные о том, что лидер местного отделения тамплиеров находится в местном замке. Шпион восставших, Осман, сообщает Альтаиру слухи о завершении строительства на острове архива, где могут храниться оружие и документы. После этого герой решает попасть в местную цитадель.
При проникновении происходит схватка с начальником охраны — Фредериком Рыжим, в ходе которой тот погибает. После этого Альтаир возвращается на конспиративную квартиру сопротивления, но её посетили тамплиеры и похитили Марию. Убийце удаётся отследить её до Соборной площади, где магистр Бушар под охраной обвиняет народ острова в убийстве Фредерика. Мария сообщает Бушару о прибытии Альтаира, но тот приказывает арестовать её, считая участницей заговора ассасинов.
Альтаир освобождает её, но Мария всё равно считает его своим врагом. После этого они встречаются с Александром, и тот говорит о том, что Арман уплывает в Кирению. По слухам также становится ясно, что в суднах тамплиеров находятся священные реликвии. Сделав вывод, что их отправляют в Кирению, Альтаир вместе с Марией отправляется в этот город.

Альтаир сражается с Молохом

Третий блок памяти. Во время прибытия в порт на корабль нападают пираты. Марию спасает бунтовщик Маркос. В их отделении Альтаир встречается с представителем местного отделения восставших в Кирении — Варнавой, который сообщает ему о замке Буффавенто. Там Арман держит пленников, а также хранит важное имущество ордена.
По просьбе Варнавы Альтаир убивает местного купца Иону. На Марию и Маркоса нападают тамплиеры под командованием религиозного фанатика Молоха (имевшего прозвище «Бык»), но ассасин спасает их. Смерть купца вызывает серьёзные беспорядки, однако глава отделения говорит о благе этого преступления для восстания. Альтаир отправляется в местный замок и после долгой схватки убивает Молоха.
Четвёртый блок памяти. Возвратившись назад, Альтаир обнаруживает, что тамплиеры пленили всех восставших, а Варнава оказался не тем, за кого себя выдавал. На самом деле под его именем скрывался шпион крестоносцев, а настоящего Варнаву казнили ещё накануне прибытия Альтаира в Кирению. Ассасин не даёт храмовникам казнить бунтовщиков и освобождает пленных. Но Марию забрал сын Молоха Шалим, и после беседы с Маркосом Альтаир решает отправиться к Тёмному Оракулу, с помощью которой Арман Бушар знает о всех действиях и планах сопротивления.
Проникнув в замок Буффавенто, убийца узнаёт о побеге Марии, а также о том, что Александр работает на тамплиеров. Оракул, встретив Альтаира, нападает на него, и ему приходится убить его.
Пятый блок памяти. Возвратившись назад, ассасин решает найти Шалима и от него узнать о его ордене и архиве. Для этого Альтаир сначала убивает его спутников, а потом начинает искать монаха, которому исповедуется его цель. Но священника убивает таинственный убийца, так что остаётся только найти Шалима в гавани.
Там герой встречает Марию, направляющуюся в замок Святого Иллариона. Проникнув в крепость, Альтаир находит Большой зал и позже сражается с Шалимом и его братом Шахаром. В ходе боя ассасин убивает их обоих. Вернувшись в Кирению, Альтаир узнаёт о том, что корабли тамплиеров покидают городские гавани и возвращаются в Лимасол.
Шестой блок памяти. Прибыв туда, герой встречается с Александром и обвиняет того в измене восстанию, но тем не менее он оказывается ни при чём, а информация о предательстве Александра — ложью. Оказывается, Александр думал, что предатель — Альтаир. Однако убийство Ионы сплачивает остальных вокруг своего лидера, который к тому же говорит о недавних грабежах и убийствах, совершённых храмовниками в Лимасоле.
Из-за этого Альтаир решает отомстить тамплиерам и нападает на их пиратский корабль. Кроме того, он убивает других городских представителей ордена. Допросив одного из них, герой выходит на городского портного Деметриса, но того убивают метательным ножом. Возвратившись в штаб повстанцев, Альтаир находит письмо от Александра, просящего о встрече во внутреннем дворике замка. Но там ассасин находит лишь его бездыханное тело. Его убийцей оказывается человек, выдававший себя за Варнаву.
В это время городская толпа находит Альтаира, и он использует Яблоко Эдема. Рассказав им о тамплиерском обмане, ему удаётся успокоить людей. Наёмный убийца пытается отнять артефакт, но его убивает Мария. После этого на них нападают храмовники, и герои находят потайной ход внутри замка.
Седьмой блок памяти. Альтаир обнаруживает себя в архиве, находящемся внутри замка Лимасола. Прорываясь с боями через стражу, он обнаруживает Бушара, сражающегося с Марией. Альтаир нападает на него, и в ходе боя магистр рассказывает о причинах прибытия тамплиеров.
Долгие десятилетия остров принадлежал им, так как византийские императоры из династии Комнинов признавали их авторитет и власть. Только Исаак Комнин, провозгласивший себя правителем Кипра, из-за своей глупости потерял корону. Опасаясь того, что архивы достанутся Ричарду I, храмовники выкупили остров у него. Но теперь пришло время покинуть Кипр, а артефакты уже доставлены в другое место.
Арман говорит Альтаиру, что тот должен оставить орден в покое. На что убийца говорит о том, что Яблоко Эдема останется у него самого, так как тамплиеры потеряли смысл своей веры. Альтаир убивает своего противника и спасается с Марией из разрушающегося здания архива.

## Совместимость
В 2009 году на выставке E3 было объявлено о том, что при подключении системы PlayStation Portable к PlayStation 3 (с игрой Assassin’s Creed II) и синхронизации данных в обеих играх даются бонусы. Например, в AС2 станет доступно оружие всех 6 боссов игры Bloodlines и увеличится количество денег. В игре для PSP при этом увеличивается уровень здоровья, меняются контратаки и появляется возможность блокировать удары скрытым клинком. Также игрок получает возможность пользоваться клинком в качестве арбалета. Все эти возможности станут доступны только при полном прохождении обеих игр.

## Рецензии зарубежной прессы
| Сводный рейтинг    | Сводный рейтинг |
| Агрегатор          | Оценка          |
| ------------------ | --------------- |
| GameRankings       | 63,63 %         |
| Metacritic         | 63/100          |
| Иноязычные издания |                 |
| Издание            | Оценка          |
| 1UP.com            | B-              |
| GameSpot           | 5,5/10          |
| GameSpy            | 2,5/5           |
| GameZone           | 5,3             |
| IGN                | 6,9/10          |

Assassin’s Creed: Bloodlines получила сдержанные отзывы от критиков. Обозреватель GameSpot поставил игре оценку 5,5 баллов из 10, отметив недочёты в механизме поединков и поведении простых жителей. Кроме этого был отмечен слабый AI противников, «не способных обнаружить рядом с собой убийства». В то же время похвалы удостоилось звуковое оформление.
В свою очередь, рецензент IGN оценил проект на 6,9 баллов из 10. Он отметил игровую графику, а недостатком посчитал однообразность звуковых эффектов и слишком большое акцентирование на схватках.
GameSpy поставил игре 2,5 балла из 5. Обозреватель отметил хорошо продуманное управление, но разругал однообразный игровой процесс и плохое озвучивание персонажей.